# Cyfrowy Polsat
Cyfrowy Polsat — польська телекомунікаційна компанія зі штаб-квартирою у Варшаві. Найбільша в країні платформа супутникового телебачення, яка надає доступ до близько 200 польськомовних телеканалів (у тому числі 96 у форматі HDTV). Має частки у власності цілого ряду телекомунікаційних компаній та є найбільшим оператором супутникового телебачення в Центральній та Східній Європі і п'ятим супутниковим оператором у Європі. У листопаді 2009 року, після 10-ти років на ринку, платформа мала 3 555 000 абонентів (+600 000 передплачених користувачів).
Діяльність компанії включає також надання послуг: PPV, VOD Home Film Film, інтернет-телебачення, підключення телебачення, мобільне телебачення за технологією DVB-T, а також доступ до широкосмугового Інтернету в бездротових технологіях LTE та HSPA+ . З жовтня 2015 року платформа перейшла на останню систему стиснення сигналу у форматі MPEG-4.
Оператор використовує набір телекомунікаційних супутників Hot Bird. Всі телеканали, трансльовані оператором, закодовані в системі доступу до засобів масової інформації Nagra (Nagra MA).
Платформа «Cyfrowy Polsat» є частиною однієї з найбільших медіа-телекомунікаційних груп у Європі, до якої також належать: «Polkomtel», оператор стільникового зв'язку «Plus» та інтернет-провайдер за технологією LTE, «Telewizja Polsat» — один з провідних комерційних телерадіомовників Польщі, що пропонує понад тридцять телевізійних каналів та послуги інтернет-відео IPLA.
У вересні 2015 року «Cyfrowy Polsat Group» отримала відзнаку у престижному рейтингу британського фінансового журналу «Euromoney» за номінацією «Найкращий менеджмент компаній у Центральній та Східній Європі 2015», зайнявши 8 місце в регіоні Центральної та Східної Європи.
З травня 2008 року акції компанії торгуються на Варшавській фондовій біржі.

## Частки групи у власності компаній
| Cyfrowy Polsat S.A.                                                                                             | н/д            |
| Telewizja Polsat Sp. z o.o.                                                                                     | 100 %          |
| Polsat Media Biuro Reklamy Sp. z o.o. Sp. k.                                                                    | 100 %          |
| Polsat Media Biuro Reklamy Sp. z o.o.                                                                           | 100 %          |
| Polsat License Ltd.                                                                                             | 100 %          |
| Polsat Brands AG                                                                                                | 100 %          |
| Polsat Ltd. | 100 %          |
| Muzo.fm Sp. z o.o.                                                                                              | 100 %          |
| Info-TV-FM Sp z o.o                                                                                             | 100 %          |
| Redefine Sp. z o.o. (оператор сервісу «Ipla»)                                                                   | 100 %          |
| CPSPV1 Sp. z o.o.                                                                                               | 100 %          |
| CPSPV2 Sp. z o.o.                                                                                               | 100 %          |
| Polkomtel Sp. z o.o. (власник стільникового оператора «Plus»)                                                   | 100 %          |
| Polkomtel Infrastruktura Sp. z o.o.                                                                             | 100 %          |
| Nordisk Polska Sp. z o.o.                                                                                       | 100 %          |
| Liberty Poland S.A.                                                                                             | 100 %          |
| Polkomtel Business Development Sp. z o.o.                                                                       | 100 %          |
| TM Rental Sp. z o.o.                                                                                            | 100 %          |
| Orsen Holding Ltd.                                                                                              | 100 %          |
| Orsen Ltd. | 100 %          |
| Dwa Sp. z o.o.                                                                                                  | 100 %          |
| Interphone Service Sp. z o.o.                                                                                   | 100 %          |
| Teleaudio Dwa Sp. z o.o. Sp.k.                                                                                  | 100 %          |
| IB 1 FIZAN | (1)            |
| Litenite Ltd.                                                                                                   | 100 %          |
| Aero2 Sp. z o.o. (власник стільникових мереж «a2mobile» та «wRodzinie»)                                         | 100 %          |
| Sferia S.A. | 51 %           |
| AltaLog Sp. z o.o.                                                                                              | 66 %           |
| Plus Flota Sp. z o.o.                                                                                           | 100 %          |
| Eska TV S.A. | 100 %          |
| Lemon Records Sp. z o.o. (власник лейблу звукозапису та телеканалів «Polo TV», «Eska Rock TV» і «Vox Music TV») | 100 %          |
| Coltex ST Sp. z o.o.                                                                                            | 100 %          |
| Netia S.A. | 65,98 %        |
| Internetia Sp. z o.o.                                                                                           | 65,98 %        |
| Netia 2 Sp. z o.o.                                                                                              | 65,98 %        |
| TK Telekom Sp. z o.o.                                                                                           | 65,98 %        |
| Petrotel Sp. z o.o.                                                                                             | 65,98 %        |
| Eleven Sports Sp. z o.o.                                                                                        | 50 % + 1 акція |
| Superstacja Sp. z o.o.                                                                                          | 100 %          |
| Netshare Media Group Sp. z o.o.                                                                                 | 100 %          |
| Polsat JimJam Ltd.                                                                                              | 50 %           |
| Polski Operator Telewizyjny Sp. z o.o.                                                                          | 50 %           |
| TV Spektrum Sp. z o.o.                                                                                          | 49,48 %        |
| TVO Sp. z o.o.                                                                                                  | 45,1 %         |
| Premium Mobile Sp. z o.o.                                                                                       | 24,47 %        |
| Interia.pl | 100 %          |
| BCAST Sp. z o.o.                                                                                                | 69 %           |

## Акціонери
Компанією «Cyfrowy Polsat» емітовано 639 056 066 акцій, контрольованих акціонерами (на 2024):
- Зигмунт Солож-Жак — 62,04 %, через:
  - TiVi Foundation
  - Tobias Solorz
- У вільному обігу — 37,96 %.